# Émile Reuse
Émile Firmin Mélanie Reuse (ur. 8 listopada 1883 w Brugii – zm. 5 czerwca 1975 w Ingelmunster) – belgijski piłkarz grający na pozycji pomocnika. Był reprezentantem Belgii.

## Kariera klubowa
Swoją piłkarską karierę Reuse rozpoczął w klubie FC Brugeois, w którym zadebiutował w sezonie 1900/1901 w pierwszej lidze belgijskiej i grał w nim do 1908 roku. W sezonie 1905/1906 wywalczył z nim wicemistrzostwo Belgii. W 1908 roku przeszedł do CS Brugeois. W sezonie 1910/1911 wywalczył z nim mistrzostwo kraju. W 1912 roku zakończył karierę.

## Kariera reprezentacyjna
W reprezentacji Belgii Reuse zadebiutował 14 kwietnia 1907 w przegranym 1:3 meczu Coupe Van den Abeele z Holandią, rozegranym w Antwerpii. Od 1907 do 1910 rozegrał w kadrze narodowej 2 mecze.